# Francesco Segna
Francesco Segna (Poggio Cinolfo, 31 agosto 1836 – Roma, 4 gennaio 1911) è stato un cardinale italiano.

## Biografia
Nacque a Poggio Cinolfo, presso Carsoli, il 31 agosto 1836, da una nobile famiglia locale.
Studiò all'istituto dei gesuiti di Tivoli, ottenendo poi al seminario romano il dottorato in teologia. Frequentando l'Università La Sapienza di Roma, ottenne anche il dottorato in legge.
Ordinato sacerdote il 20 dicembre 1860, divenne professore di dogmatica al Pontificio Ateneo di Sant'Apollinare a Roma dal 1869. Nominato minutante della Sacra Congregazione di Propaganda Fide, divenne quindi direttore di divisione per quella degli affari orientali. Canonista della Penitenzieria Apostolica e canonico del capitolo di Santa Maria in Trastevere dal 1881, in quello stesso anno, il 19 novembre, divenne sottosegretario della Sacra Congregazione per gli Affari Ecclesiastici Straordinari. Prelato domestico di sua santità nel 1884, divenne in quello stesso anno uditore presso la nunziatura apostolica in Spagna, passando al ruolo di chargé d'affaires nel 1887. Uditore della Sacra Rota dal 13 febbraio 1888, divenne reggente della Penitenzieria Apostolica dal 14 novembre di quello stesso anno ed il 13 luglio 1891 venne nominato segretario della Sacra Congregazione per gli Affari Ecclesiastici Straordinari. Canonico del capitolo della basilica vaticana nel 1893, divenne assessore della Suprema Sacra Congregazione del Sant'Uffizio dal 20 luglio 1893.
Papa Leone XIII lo elevò al rango di cardinale nel concistoro del 18 maggio 1894, ricevendo il 21 maggio di quello stesso anno la berretta cardinalizia ed il titolo di Santa Maria in Portico Campitelli. Archivista della Santa Sede dal 4 luglio 1896, il 9 luglio del 1900 divenne deputato della basilica patriarcale di San Francesco d'Assisi. Prese parte al conclave del 1903 che elesse papa Pio X. Nominato cardinale protodiacono, rimase in carica anche come prefetto della Sacra Congregazione dell'Indice dal 13 gennaio del 1908 sino alla propria morte.
Morì il 4 gennaio 1911 all'età di 74 anni. Dopo le esequie, la salma venne tumulata nel sacello di Propaganda Fide nel cimitero del Verano.